# Phosphorelimination
Unter Phosphorelimination (auch Phosphoreliminierung, Phosphatelimination, Phosphateliminierung oder P-Elimination) versteht man in der Abwasserreinigung die Entfernung von Phosphorverbindungen aus Abwässern in Kläranlagen oder bei Badeteichen eine Wasserreinigungsmethode. Der in der Chemie unübliche Begriff der „Eliminierung“ (in der Chemie spricht man eher von „Umwandlung“) leitet sich aus eliminare (lateinisch: „aus dem Hause treiben“) ab und wurde in den 1980er-Jahren in der Abwassertechnik eingeführt. Phosphorverbindungen wirken in Gewässern als Düngemittel und sind die Hauptursache für die Eutrophierung von Gewässern. Insbesondere phosphathaltige Waschmittel, wie sie noch bis in die 1990er-Jahre fast ausschließlich produziert wurden, trugen erheblich zur Phosphat-Anreicherung in kommunalen Abwassersystemen und Vorflutern bei.
In kommunalen Kläranlagen werden die Phosphate aus häuslichen Abwässern heutzutage entfernt, zur Phosphorelimination sind zwei Verfahren geeignet:
1. die chemische P-Fällung durch Zugabe von Fällungsmitteln und
2. die biologische P-Elimination in biologischen Abwasserreinigungsanlagen.

Bei Badeteichen wird derselbe Effekt durch Durchströmenlassen gepumpten Wassers durch Wasserfilter, Bindung durch eingestreutes Calciumperoxid sowie durch „Abernten“ von im Wasser gewachsenen Pflanzen und Algen erreicht.

## Kläranlage

### Chemische P-Fällung
Gelöste Phosphate können mit Hilfe geeigneter Fällungsmittel in ungelöste Phosphate umgewandelt und als Feststoff aus dem Abwasser (gleichzeitig mit anderen Feststoffen) entfernt werden. Die abgeschiedenen Phosphate sind dann Bestandteil des Klärschlammes und gelangen entweder als Düngemittel in den Naturkreislauf zurück oder werden durch Klärschlammverbrennung in der Asche angereichert und i. d. R. deponiert, damit allerdings dem Naturkreislauf entzogen.
Als Fällungsmittel verwendet man in Kläranlagen:
- Eisenchloride ( FeCl2 oder FeCl3 )
- Eisenchloridsulfat ( FeClSO4 )
- Eisen(II)-sulfat / Grünsalz ( FeSO4 )
- Aluminiumsulfat ( Al2(SO4)3 )
- Natriumaluminate ( NaAl(OH)4 )
- Kalkmilch ( Ca(OH)2 )

Eisenchloridsulfat und Eisensulfat (Grünsalz) sind Produkte, die bei der Titandioxid-Gewinnung als Sekundärprodukte entstehen. Bis auf Natriumaluminat und Kalkmilch handelt es sich um saure Fe- oder Al-Salze, die bei der Anwendung den pH-Wert des Wassers reduzieren können und zusätzliche Anionen eintragen, so dass die biologische Abwasserreinigung erschwert werden kann (je nach Säurepufferkapazität des Wassers). Die typische Fällungsreaktion ist:
{\displaystyle \mathrm {[PO_{4}]^{3-}\ +\ FeCl_{3}\longrightarrow \ FePO_{4}\ +\ 3Cl^{-}} }
{\displaystyle \mathrm {[PO_{4}]^{3-}\ +\ NaAl(OH)_{4}\longrightarrow \ AlPO_{4}\ +\ NaOH\ +\ 3OH^{-}} }
{\displaystyle \mathrm {2[PO_{4}]^{3-}\ +\ 3Ca(OH)_{2}\longrightarrow \ Ca_{3}(PO_{4})_{2}\ +\ 6OH^{-}} }
In kommunalen Abwässern beträgt die Phosphorkonzentration im Mittel zwischen 1 und 5 mg P/l und muss nach den Bestimmungen des Abwasserabgabengesetzes je nach Größe der Kläranlage und Art des Vorfluters (kleiner Bach, großer Fluss, Binnensee oder Meer) auf 0,5 bis 1,0 mg P/l reduziert werden. Die erforderliche Menge an Fällungsmitteln errechnet sich nach der Stöchiometrie:
- Für 1 g P werden 1,80 g Fe oder 0,87 g Al oder 1,94 g Ca bzw. ihre entsprechenden Salze benötigt.
- Aus 1 g P entstehen dabei 4,87 g FePO4 oder 3,94 g AlPO4 oder 5,00 g Ca3(PO4)2.

Meistens werden die Fällungsmittel direkt in die biologische Reinigungsstufe (Simultanfällung) zugegeben, manchmal auch in einen Abwasser-Seitenstrom oder zur Vorfällung bzw. Nachfällung. Praktisch jede Kläranlage ist heute so ausgerüstet, dass eine chemische Fällung in Abhängigkeit von gemessenen Phosphatkonzentrationen durchgeführt werden kann. Um Fällungsmittel einzusparen, praktizieren viele Kläranlagen zusätzlich die biologische P-Entfernung.

#### Simultanfällung
Es werden Fällungsmittel (zumeist Eisensulfat, Eisenchlorid oder ein Aluminiumsalz) vor dem Belebungsbecken, in die Schlamm-Rückleitung oder vor der Nachklärung zugegeben. Die entstandenen schwer löslichen Metall-Phosphorverbindungen (Eisen- und Aluminiumphosphate) verbleiben im Nachklärbecken beim Belebtschlamm und werden somit aus dem Abwasser entfernt. Dadurch kommt es zu einer Zunahme von Überschussschlamm, da zusätzlich zu dem normalen Belebtschlammaufkommem noch die Metall-Phosphorverbindungen anfallen.
Weiterhin führt die Zugabe der Fällmittel zu einer verbesserten Schlammstruktur und zu besseren Absetzeigenschaften. Eine Simultanfällung wird somit oft nicht nur aus Gründen der Nährstoffentfernung, sondern auch wegen der Verbesserung des Anlagenbetriebes vorgenommen, da damit die Trennleistung des Nachklärbeckens verbessert wird. Zudem werden bei der Zugabe vor der Nachklärung weitere Schadstoffe wie Mikroplastik, Schwermetalle und Spurenstoffe an und in den entstehenden Flocken aus Klärschlamm und Eisen- beziehungsweise Aluminiumhydroxid stückweis absorbiert und so zumindest teilweise abgereichert.

#### Vorfällung
Vorfällung (auch „Vorflockung“) nennt man die Entfernung von Phosphor aus dem Abwasser durch die Überführung in ungelöste Metallsalze. Diese Fällung wird vor der biologischen Stufe vorgenommen. Beispielsweise kann das Vorklärbecken zum Absetzen verwendet werden.
Der Schwerpunkt bei der Vorfällung ist nicht die Phosphatfällung selbst, sondern die Entlastung der biologischen Stufe. Gerade veraltete Kläranlagen sind häufig überlastet. Wenn sich die Erneuerung aus verschiedenen Gründen hinauszögert, können mit Hilfe einer Vorfällung auch bei diesen Anlagen die aktuellen Ablaufwerte eingehalten werden.
Nachteile dieses Verfahrens sind ein sehr hohes Primärschlammaufkommen und ein sehr hoher Verbrauch von Fällmitteln in Form 3- und höherwertiger Metallsalze, die zudem besonders kostenintensiv sind.

#### Nachfällung
Die Phosphorfällung findet nach der Nachklärung statt. Verwendet werden, wie bei der Simultanfällung, dreiwertige Metallsalze.
Die Nachfällung gewährleistet sehr gute Phosphorablaufwerte, allerdings ist der Verbrauch an Fällungsmittel sehr hoch. Zudem ist eine nachgeschaltete Abtrennung der entstehenden Flocken (z. B. mittels Polstofffiltration oder Sandfilter) notwendig.

### Biologische Phosphorelimination
Bei der biologischen Phosphorelimination (kurz: Bio-P) werden Polyphosphat-akkumulierende Organismen (PAO) in einem anaeroben Becken in eine Stresssituation gebracht. Wenn diese Mikroorganismen keinen Sauerstoff zur Verfügung haben, können sie nicht atmen, das heißt, sie müssten eigentlich absterben. Um das zu verhindern, geben sie die in ihren Zellen eingelagerten Phosphate ab, wodurch Energie frei wird, welche sie zum Überleben verwenden. Um diesen Prozess zu unterstützen, muss den Mikroorganismen leicht abbaubares organisches Substrat zur Verfügung gestellt werden. Wenn die Mikroorganismen dann in einen aeroben Lebensbereich gelangen, nehmen sie das zuvor gelöste Phosphat wieder auf und lagern noch weitere Phosphate in ihren Zellen ein, wodurch dann der Gesamt-Phosphatgehalt im Wasser sinkt.
Günstige Bedingungen für Bio-P
- Kaskadenbauweise und Vor-Kopf-Beschickung
- Hoher BSB5 im Anaerobbecken
- Geringer Vorabbau in der Kanalisation

Ungünstige Bedingungen für Bio-P
- Sauerstoff- oder nitrathaltiges Wasser
- Vorklärung mit gutem Wirkungsgrad
- Dünnes und kaltes Abwasser (viel Fremdwasser)

Weil der Bio-P-Prozess empfindlich ist, werden in den meisten Kläranlagen chemische und biologische Phosphorelimination kombiniert.

## Phosphorelimination in Badeteichen
In Wasserfiltern eingesetzte Phosphatabsorber, wie beispielsweise Zeolithe, Calciumperoxid-Calciumcarbonat-Gemische, granuliertes Eisen(III)-hydroxid, gelbrostiges Eisen oder Ionenaustauscher, binden Phosphate, indem sie sie adsorbieren oder chemisch zu schwerlöslichen Phosphatverbindungen reagieren.
Alternativ dazu können Eisenionen auch elektrolytisch (Gleichstrom-Elektrolyse) freigesetzt werden (siehe oben). Der Versuch statt Edelstahlleitern und -treppen rostenden Stahl einzusetzen kann zwar zur Phosphatbindung beitragen, wird aber die Phosphatgehalte des Badewassers nicht ausreichend vermindern und bringt Probleme mit der Erdung (siehe dort).
Die entstehenden „schwer“löslichen Phosphatverbindungen haben eine stoffspezifische (und temperaturabhängige) Löslichkeit in Wasser. Entsprechend dieser Löslichkeit bleibt im chemischen Gleichgewicht immer ein Phosphatrest im Wasser erhalten, der mit dem jeweiligen Mittel nicht entfernbar ist. Dieser Restgehalt kann nur durch Pflanzen und Algen und „Abernten“ dieser entfernt werden. Dazu müssen Pflanzenreste (abgeschnittene Unterwasserpflanzen oder Staudenstängel und Blattmasse von Sumpfpflanzen) aus dem Teich entfernt werden oder Algen abgekeschert oder abfiltriert werden.
Ziel der Phosphorelimination in Schwimmteichen ist es, den Nährstoffgehalt möglichst niedrig zu halten, damit regelmäßig auftretende Algenblüten in größeren Abständen also seltener auftreten. Mit jeder Frischwasserzufuhr (in Mitteleuropa verdunstet aus Folienteichen ohne Zufluss mehr als durch Niederschläge aufgefüllt wird) werden erneut (auch im Trinkwasser enthaltene und erlaubte) Phosphatgehalte eingebracht, darum wird bei Schwimmteichen ein Absinken des Wasserspiegels einkalkuliert (und bei der Ufergestaltung und Folienabdeckung berücksichtigt) und nur im Herbst oder Frühjahr nachgefüllt.
Bei der regelmäßigen Kontrolle der Kapillarsperre von Folienteichen (weil Wurzeldruck das Erdreich dort verschieben kann) wird gleichzeitig geprüft ob bei Starkregenereignissen nährstoffreiches Oberflächenwasser in den Teich gespült wird, um dann Gegenmaßnahmen zu treffen.

## Elektrolytische Fällung
Bei Schwimmteichen wird auch die elektrolytische Auflösung von Eisenelektroden zur Freisetzung von dissoziierten Eisenionen genutzt, denn in Freigewässern können die Anionen eingesetzter Fällungsmittel den Naturhaushalt (vor allem das Zooplankton) beeinträchtigen.
Das Fraunhofer-Institut für Grenzflächen- und Bioverfahrenstechnik IGB entwickelte ein elektrochemisches Verfahren mithilfe einer Magnesium-Opferanode, mit dem Phosphate und Ammonium aus Wasser in Form von Struvit (Ammonium-Magnesium-Phosphat-Hexahydrat: NH4MgPO4*6 H2O) abgeschieden werden können. Dieses auch aus Abwasser gewinnbare Ammoniumphosphat kann im Zeichen der weltweiten Phosphatverknappung als uranarmer Phosphatdünger (siehe dazu auch Trinkwasser#Uranbelastung und Nitratdünger) eingesetzt werden.

## Andere Anwendungen
Wegen der geringeren Wasserlöslichkeit des Lanthanphosphats (Wasserlöslichkeit 1,04*10−10 g/l, siehe dazu auch das Mineral Rhabdophan) können Phosphatreste in Nutzwasser, die nach einer Eisenphosphatfällung im Wasser verbleiben (Löslichkeit von Eisen(III)phosphat (1,73*10−9g/l), durch Zugabe von Lanthanverbindungen (etwa Lanthancarbonat (Löslichkeit 1,56*10−5g/l oder Lanthanchloridlösung) entfernt werden.

## Problematik

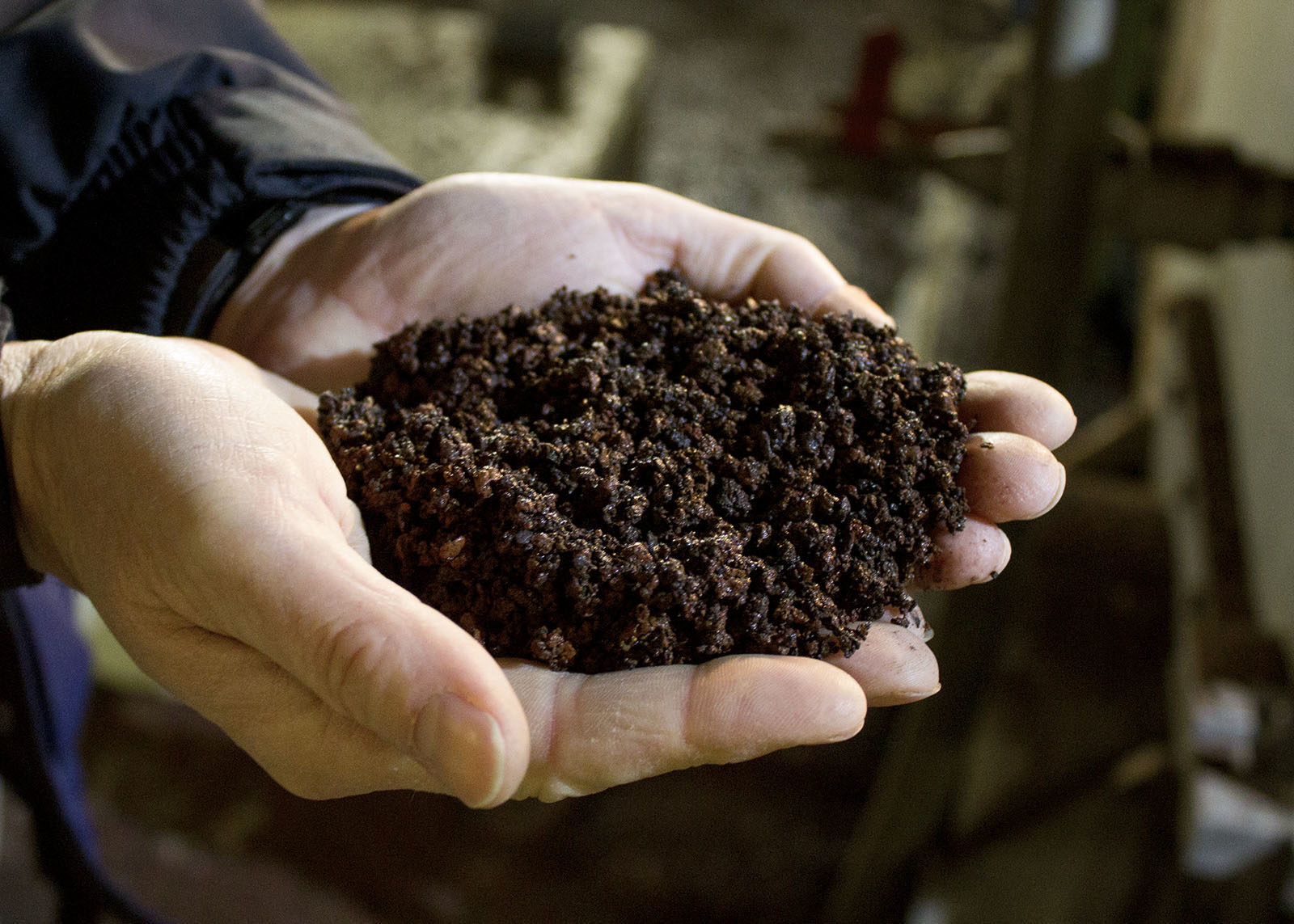
Klärschlammasche aus der Schlamm-Monoverbrennung mit einem Phosphorgehalt von 6–8 %

Angesichts der Endlichkeit der Phosphatvorkommen der Erde und der Lebenswichtigkeit von Phosphor (ohne Phosphate ist kein Pflanzenwachstum möglich), finden verstärkt Bemühungen statt, Phosphor durch geeignete Verfahren aus Abwässern oder Klärschlämmen zurückzugewinnen, z. B. durch das „Phostrip-Verfahren“, durch Aufschluss von phosphatreichen Klärschlamm-Aschen oder durch MAP-Fällung (mit Struvit = Ammoniummagnesiumphosphat).
Beim Phostrip-Verfahren wird ein Teil des phosphathaltigen Überschussschlammes aus der Biologie in einem separaten Becken (Stripper) sedimentiert und das phosphatreiche Dekantat separat mit Fällungsmitteln behandelt, z. B. mit Kalkmilch (Calciumphosphat-Fällung) oder Magnesiumchlorid (Struvit-Fällung). Es bilden sich kristalline Fällungsprodukte, die relativ leicht abgeschieden und einer industriellen Verwertung zugeführt werden können. Wegen der zusätzlichen Kosten haben sich diese Verfahren allerdings noch nicht etablieren können. In Berlin wird jedoch schon Dünger, der durch ein MAP-Fällung gewonnen wird, in großem Maßstab als Dünger („Berliner Pflanze“) vermarktet.